# Jochen Schöps
Jochen Schöps (Villingen-Schwenningen, 8 ottobre 1983) è un pallavolista tedesco, opposto nel Rüsselsheim.

## Palmarès

### Club
- Campionato polacco: 2

2012-13, 2014-15
- Coppa di Germania: 1

2020-21
- Supercoppa polacca: 1

2013
- Champions League: 1

2006-07

### Nazionale (competizioni minori)
- European League 2009
- Memorial Hubert Wagner 2012
- Giochi europei 2015

### Premi individuali
- 2007 - Champions League: MVP
- 2007 - Pallavolista maschile tedesco dell'anno
- 2008 - Pallavolista maschile tedesco dell'anno
- 2009 - Champions League: Miglior realizzatore
- 2009 - European League: MVP
- 2009 - European League: Miglior attaccante
- 2009 - Pallavolista maschile tedesco dell'anno
- 2010 - Coppa CEV: Miglior realizzatore
- 2010 - Coppa CEV: Miglior attaccante
- 2015 - Coppa di Polonia: Miglior attaccante
- 2015 - CEV: "The Ultimate Volleyball Team Leader"